# Parc éolien du Beau Gui
Le parc éolien du Beau Gui est un parc éolien terrestre construit en 2022 et sis sur le finage de la commune de Saint-Vaast-en-Cambrésis, dans le département du Nord, en France. Il compte deux éoliennes.

## Description
Les câbles électriques reliant les fondations des éoliennes au poste de raccordement de Bévillers sont mis en place en décembre 2021.
L'entreprise Énergie team met en service en mars 2022 deux éoliennes Vestas V136 hautes de cent-soixante-cinq mètres en bout de pales et avec un rotor d'un diamètre de cent-trente-six mètres sur le finage de la commune de Saint-Vaast-en-Cambrésis, route de Saint-Python. Leur puissance unitaire est de trois mégawatts. Les pales sont longues de soixante-cinq mètres. Des modifications ont lieu place de Picardie à Cambrai et sur différents ronds-points. Le haut mur d'enceinte de l'église Saint-Vaast de Saint-Vaast-en-Cambrésis a été démonté sur un peu plus d'un mètre de hauteur. Les convois exceptionnels livrent les pales et les mats des éoliennes en janvier 2022.
Le parc éolien du Beau Gui est installé juste au nord de celui du Chemin de Grés, mis en service en 2017. Il fait office d'extension. L'éolienne située au nord de la route départementale 942 est E5, tandis qu'E6 est située au sud de cette route. Les éoliennes sont situées près de la chapelle Notre-Dame-de-Bon-Secours de Saint-Vaast-en-Cambrésis.
L'éolienne unique et de taille moyenne du parc éolien de Saint-Python est ajoutée a environ un kilomètre à l'est en 2025.

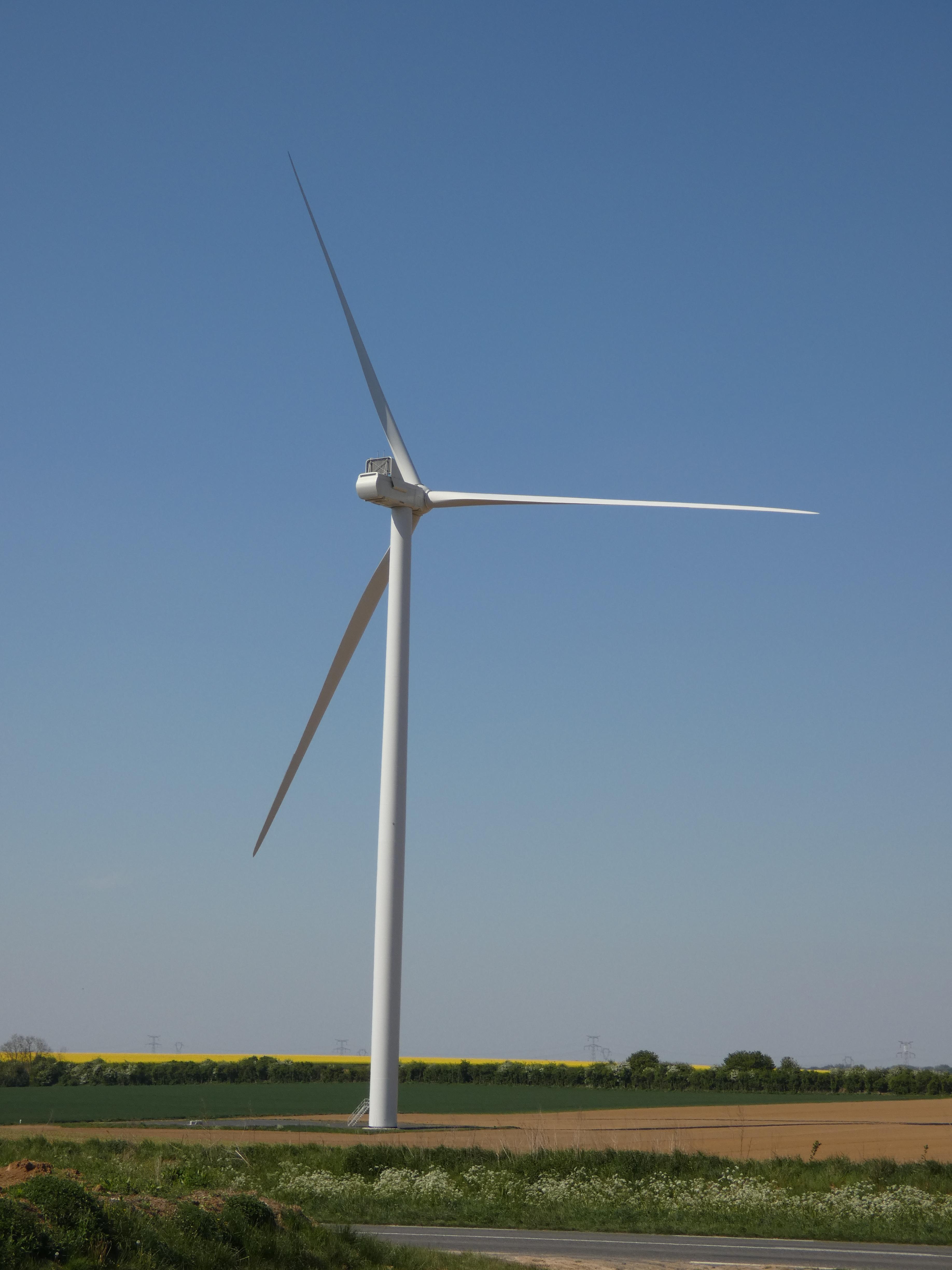
L'éolienne E5.
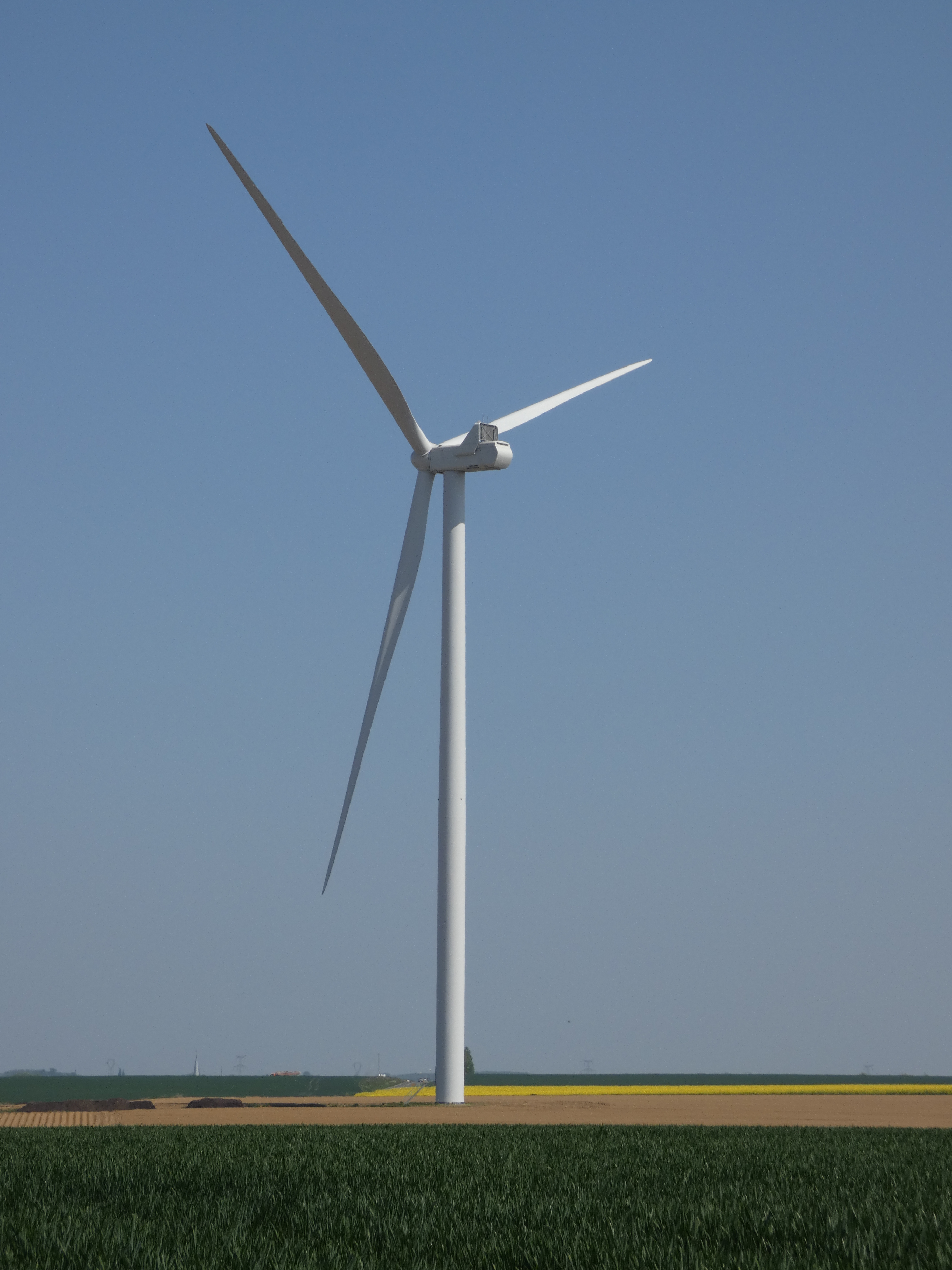
L'éolienne E6.
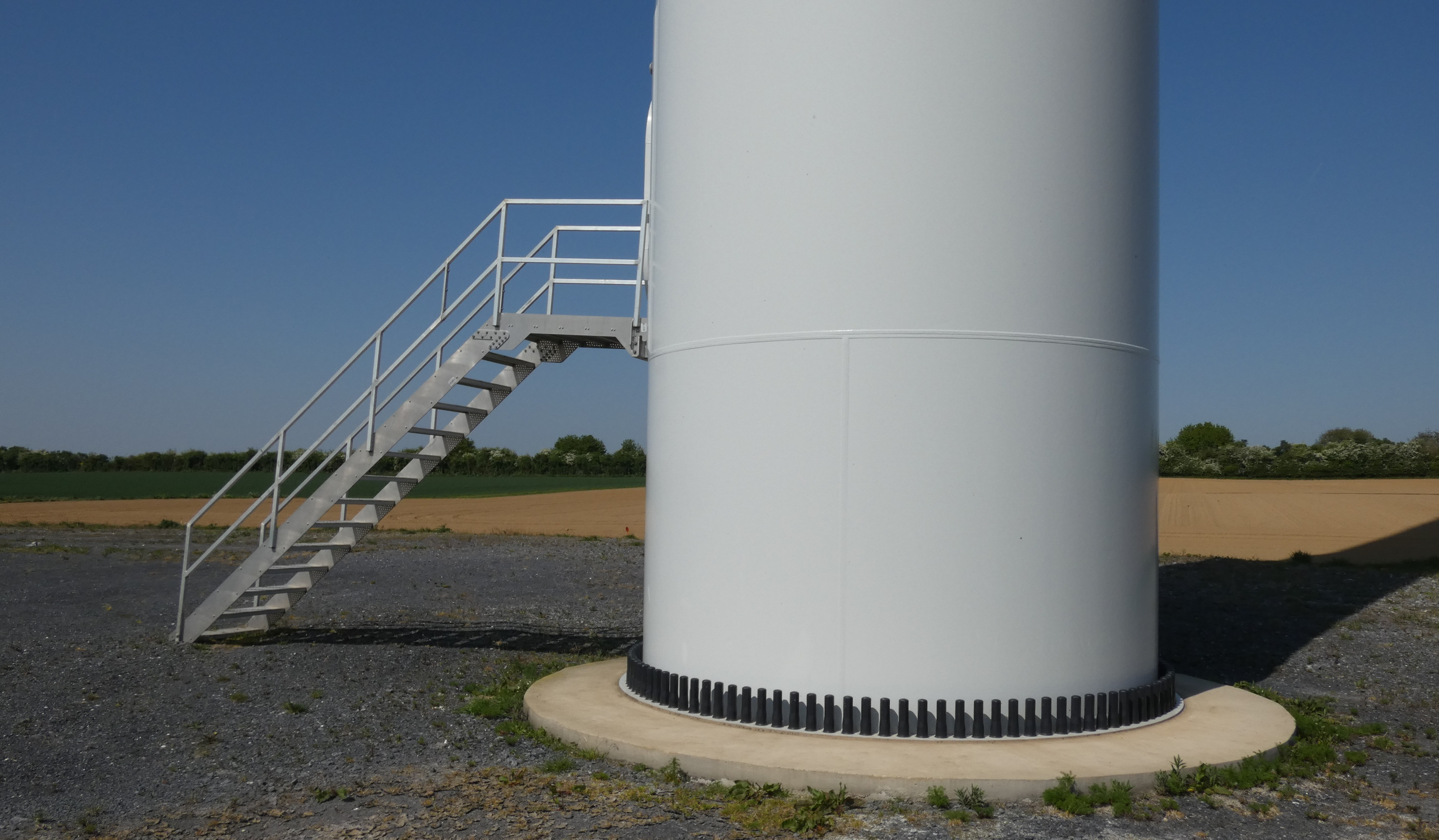
La base de l'éolienne E5.
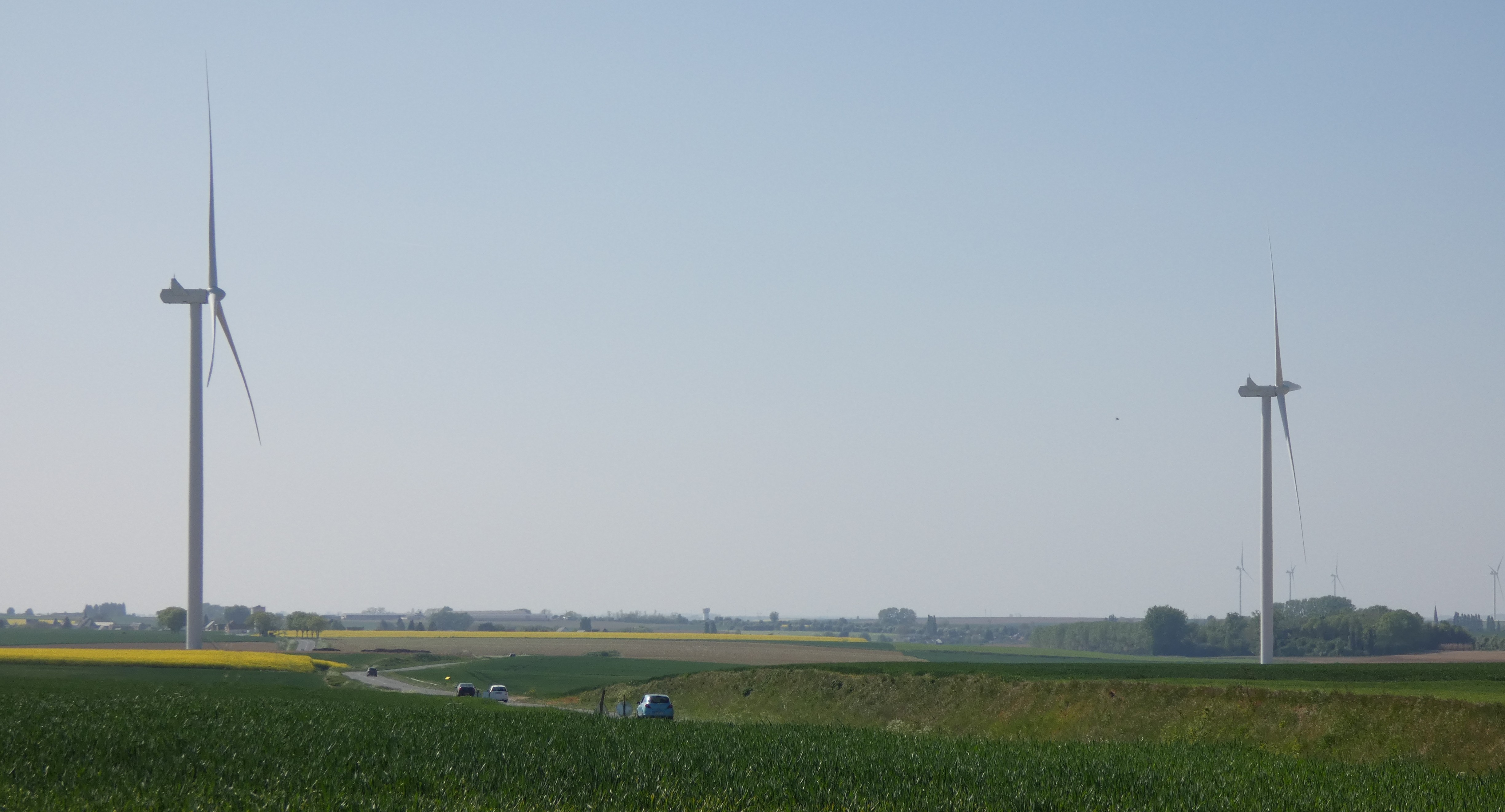
Le parc éolien du Beau Gui vu depuis Saint-Python